# Jean-Baptiste Azéma
Pour les articles homonymes, voir Azéma.
Jean-Baptiste Azéma, né vers 1697 ou le 9 novembre 1696 à Lyon et mort le 31 octobre 1745 à Sainte-Suzanne (La Réunion), est une personnalité française qui a exercé les fonctions de gouverneur de Bourbon durant la première moitié du XVIIIe siècle : il a été le gouverneur de l'île du sud-ouest de l'océan Indien, désormais appelée La Réunion, entre le 15 mai 1745 et le 31 octobre 1745.

## Biographie
Le 12 février 1743, Il est nommé directeur général du Commerce et commandant à Île de France, désormais appelée l'île Maurice. En 1745, Bertrand-François Mahé de La Bourdonnais lui offre une épée, aujourd'hui au Musée Léon-Dierx.

## Pour approfondir